# Jacobo I de Chipre
Jacobo I de Chipre (en francés: Jacques I de Lusignan; 1334-9 de septiembre de 1398) fue regente de Chipre de su sobrino el infante Pedro desde 1369. Cuando Pedro murió en 1382, Jacobo se convirtió en rey de Chipre ese año. Jacobo fue también el rey titular de Armenia y rey titular de Jerusalén desde 1382 hasta 1398.
Jacobo era el tercer hijo de Hugo IV de Chipre y Alix de Ibelín, y se convirtió en rey a la muerte de su sobrino Pedro II. Antes de convertirse en rey, tuvo otros cargos y fue conocido por su resistencia frente a la invasión genovesa contra Chipre.

## Noble y regente
El hermanastro de Jacobo, Guido, príncipe titular de Galilea murió en 1343, antes que su padre Hugo IV que lo hizo en 1359. El hermano mayor de Jacobo, Pedro I, reinó durante 10 años, hasta 1369, cuando fue asesinado. El hijo de este último, Pedro II fue declarado rey en enero de 1369. Sin embargo, como era menor de edad, su tío Juan de Lusignan, príncipe titular de Antioquia gobernó el reino como regente hasta que Pedro alcanzó la mayoría de edad. Mientras tanto, la esposa de Pedro I Leonor de Aragón para vengar la muerte de su marido, invitó a los genoveses a invadir Chipre.
Como los genoveses tenían intereses comerciales y financieros en Chipre, invadieron la isla en abril de 1373. Después de lograr tomar el control de la bien fortificada ciudad de Famagusta, arrestaron y mantuvieron cautivo a Pedro II y su madre, Eleanor, que los había invitado. Después de matar a los nobles que habían asesinado a Pedro I, querían tomar el control de la isla. Al final de la guerra, Eleanor consiguió el asesinato de Juan de Lusignan, hermano de su marido, al que acusaba de ser responsable por el asesinato de Pedro I.
Jacobo se casó con su pariente Helvis de Brunswick-Grubenhagen (1353 - 15/25 de enero de 1421) (hija de Felipe de Brunswick, constable del Reino de Jerusalén y Helisia de Dampierre) en 1365. Su hermano Juan de Brunswick-Grubenhagen (murió el 11 de junio de 1414 soltero y sin descendencia) era almirante de Chipre y su padre, Felipe de Brunswick-Grubenhagen (hacia 1332 - 4 de agosto de 1369/1370), era un condestable del Reino de Jerusalén.
Jacobo fue nombrado condestable del Reino de Chipre, y en ese puesto, lideró la guerra contra los genoveses en 1372. Durante la invasión, Santiago y su hermano Juan, resistieron el ataque: Jacobo luchó bien en Kyrenia, resistiendo el ataque genovés, una resistencia que resultó victoriosa al final. Sin embargo, su sobrino Pedro II, se vio obligado a firmar un tratado con Génova, según el cual cedía Famagusta y Jacobo debía abandonar Chipre. Jacobo detuvo la guerra y dejó la isla en un barco que zarpó de Kyrenia el 1374. Fue a Rodas, donde no encontró ninguna ayuda y fue arrestado por los genoveses (que habían prometido no molestarle) conducido a Génova como cautivo con su mujer. Con la captura de Kyrenia en 1374, fue retenido como rehén a Génova, donde consumó su matrimonio con Helvis, quien entonces tendría unos doce años. La mayoría, o todos, sus hijos nacieron en Génova. Debido a su cautiverio, no fue coronado hasta el 1385. En Génova vivió con su mujer bajo duras condiciones durante 9 años, y nació su primer hijo Jano en aquella ciudad.

## Reinado
Después de la muerte de Pedro II en 1382, sin descendencia viva, el Parlamento de Chipre decidió que Jacobo sería el rey, mientras estaba cautivo en Génova. Los genoveses, con el fin de liberarlo para ir a Chipre a convertirse en rey, negociaron con él y recibieron su firma para el acuerdo el 2 de febrero de 1383. Bajo ese acuerdo, los genoveses tenían nuevos privilegios para las actividades comerciales. Famagusta seguía bajo soberanía genovesa, algo que nunca fue aceptado por Jacobo, y otros reyes después de él, y durante su reinado trató de recuperar esa ciudad.
Hasta que fue liberado, el Reino de Chipre fue gobernado por 12 nobles. Después de su liberación en 1383, no fue aceptado, ya que es referido por el historiador Leontios Makhairas y regresó a Génova. Algunos nobles se opusieron al regreso de Jacobo, liderado por los hermanos Perotte y Vilmonde de Montolivve, que creían que con esa situación podrían convertirse en reyes. Los oponentes de Jacobo no fueron derrotados hasta 1385. En abril de 1385, Jacobo regresó nuevamente a Chipre y se fue a Nicosia, donde fue recibido con gran entusiasmo. Fue coronado en mayo de 1385 en la Catedral de Santa Sofía por Paul Palaiologos Tagaris. Después de su coronación, sus oponentes fueron arrestados y castigados.
Fue coronado rey de Jerusalén en 1389 y en 1393, León VI de Armenia murió, y Jacobo asumió el título de rey de Armenia, y se le dio formalmente el título en 1396. Ese reino se había reducido a la ciudad de Córico, que había estado en manos chipriotas desde su conquista por Pedro I de Chipre. Cuando en 1382, Pedro II murió, Jacobo lo sucedió, ya que Pedro no tuvo hijos. 
Murió en Nicosia.

## Hijos
Él y su mujer, Helvis (o Agnès) de Brunswick-Grubenhagen tuvieron doce hijos:
- Niña de nombre desconocido (1374 — 1374), murió durante el cautiverio en Rodas sólo a los meses de nacer;
- Jano I de Chipre (1375 — 1432), cuando su padre ascendió al trono fue puesto como rehén en Génova. Luego lo sucedería como rey más tarde;
- Felipe de Lusignan (¿? — 1428), condestable de Chipre, soltero pero tuvo un hijo natural:
  - Lancelot de Lusignan (muerte después de 1450), fue cardenal de Jerusalén.
- Enrique de Lusignan (¿? — 7 de julio de 1427), príncipe titular de Galilea. Fue un dirigente militar en Egipto. Murió en acción en Khirokitia, se casó hacia 1406 con su prima Leonor de Lusignan, del cual no tuvieron hijos. Aun así se le reconocen tres hijos nacidos de relaciones extramaritales;
- Eudes/Odón de Lusignan (¿? — 1421), senescal titular de Jerusalén, al servicio del rey de Aragón. Se casó el 9 de marzo de 1406 con su prima Lois de Lusignan, pero nunca tuvieron hijos;
- Hugo de Lusignan (¿? — agosto de 1442), regente de Chipre y arzobispo cardenal de Nicosia. No se casó ni tuvo hijos;
- Guido de Lusignan (¿? — ¿?), fue condestable de Chipre. No se casó ni tuvo hijos;
- Jacqua de Lusignan (¿? — después de 1396), no se casó ni tuvo hijos;
- Eschive de Lusignan (¿? — después de 1410), se casó con el conde Sclavus von Asperg, tuvo descendencia;
- María de Lusignan (1381 — 4 de septiembre de 1404), se casó con Ladislao I de Nápoles pero murió rápidamente y sin descendencia. Luego Ladislao contrajó matrimonio con otra mujer;
- Agnès de Lusignan (1382 — 1 de marzo de 1459), fue abadesa de Wunstorf. Se casó con un conde alemán pero se desconoce si tuvo hijos;
- Isabella de Lusignan (¿? — ¿?) se casó con su primo Pierre de Lusignan en 1415, pero se desconoce si tuvieron hijos.